# Albert Crossley
Albert Crossley (ofta felaktigt kallad Alfred), född den 6 juli 1903 i New Bedford, död den 6 januari 1981 i Fairhaven (?), var en amerikansk bancyklist som var framgångsrik i sexdagarslopp på 1930-talet. Han vann tio sexdagarslopp under sin karriär, varav sju med Jimmy Walthour som partner.
Crossley valdes in i US Bicycling Hall of Fame 2015.

## Meriter
| 1929/1930 3:a i Montréals sexdagars (okt./nov.) med Earl Best 3:a i Montréals sexdagars (apr.) med Reginald Fielding 1931/1932 2:a i Portlands sexdagars (aug.) med Fioravanti Baggio 3:a i Torontos sexdagars (maj) med Reginald McNamara 1932/1933 Vinnare av Torontos sexdagars (okt.) med Reginald McNamara 2:a i Montréals sexdagars (okt.) med Jules Audy 2:a i Milwaukees sexdagars (dec.) med Bernhardt Stübecke 3:a i Atlantic Citys sexdagars (jul.) med Louis Cohen 3:a i Minneapolis sexdagars (nov.) med Reginald McNamara 1933/1934 Vinnare av Bostons sexdagars (nov.) med Norman Hill 3:a i Clevelands sexdagars (dec.) med Charles Winter 3:a i Milwaukees sexdagars (jan.) med Freddy Zäch 1934/1935 Vinnare av Los Angeles sexdagars (mar.) med Jimmy Walthour Vinnare av Pittsburghs sexdagars (apr.) med Jimmy Walthour och Charles Winter Vinnare av Torontos sexdagars (maj) med William Peden 2:a i Clevelands sexdagars (nov.) med Reginald Fielding och Xavier Van Slembroek 2:a i Kansas Citys sexdagars (jan.) med Jimmy Walthour 3:a i Minneapolis sexdagars (dec.) med Jimmy Walthour och Ernst Bühler 3:a i Montréals sexdagars (apr./maj) med Henri Lepage 1935/1936 Vinnare av Torontos sexdagars (sep.) med Jimmy Walthour 2:a i Minneapolis sexdagars (sep.) med Jules Audy 2:a i Pittsburghs sexdagars (okt.) med Charles Winter 2:a i New Yorks sexdagars (dec.) med Jimmy Walthour 2:a i Milwaukees sexdagars (jan.) med Jimmy Walthour | 1936/1937 2:a i Saint-Étiennes sexdagars (mar.) med Jimmy Walthour 3:a i Londons sexdagars (maj) med Jimmy Walthour 1937/1938 Vinnare av New Yorks sexdagars (nov./dec.) med Jimmy Walthour Vinnare av Milwaukees sexdagars (feb.) med Jimmy Walthour Vinnare av Pittsburghs sexdagars (apr.) med Jimmy Walthour 2:a i Buffalos sexdagars (dec.) med Jimmy Walthour 2:a i Clevelands sexdagars (jan.) med Jimmy Walthour 2:a i Chicagos sexdagars (jan./feb.) med Jimmy Walthour 3:a i Torontos sexdagars (sep./okt.) med Reginald Fielding 1938/1939 Vinnare av Clevelands sexdagars (feb.) med Jimmy Walthour 2:a i Milwaukees sexdagars (feb./mar.) med Jimmy Walthour 3:a i New Yorks sexdagars (sep.) med Jimmy Walthour 3:a i Montréals sexdagars (okt.) med Jimmy Walthour 3:a i Buffalos sexdagars (nov./dec.) med Jimmy Walthour 3:a i Buffalos sexdagars (mar./apr.) med Jimmy Walthour 3:a i New Yorks sexdagars (maj) med Jimmy Walthour 1939/1940 2:a i Columbus sexdagars (mar.) med Cecil Yates 3:a i Clevelands sexdagars (dec.) med Jimmy Walthour 3:a i Clevelands sexdagars (apr.) med Henry O'Brien |